# Else Otten
Elisabeth (Else) Otten (Amsterdam, 27 oktober 1873 - Düsseldorf, 22 januari 1931) was een Nederlands vertaalster, zangeres en promotor van de Nederlandse literatuur in Duitsland. Zij is in Nederland voornamelijk bekend geworden als de vertaalster van het werk van Frederik van Eeden en Louis Couperus in het Duits.

## Familie
Otten was de dochter van de arts Pieter Franciscus Otten (1821-1896), arts, en diens vierde echtgenote Meta Emma Behrens (1849-?). Zij had zeven broers en zussen. Sinds 1911 had zij een relatie met Helene Siegfried-Aichele (1867-1966), schrijfster en zangeres, met wie zij in dat jaar in Berlijn ging samenwonen. Otten en Siegfried bezaten daarnaast een buitenhuis, het Hüsli in Rothaus (Zwarte Woud).

## Loopbaan

### Vroege loopbaan

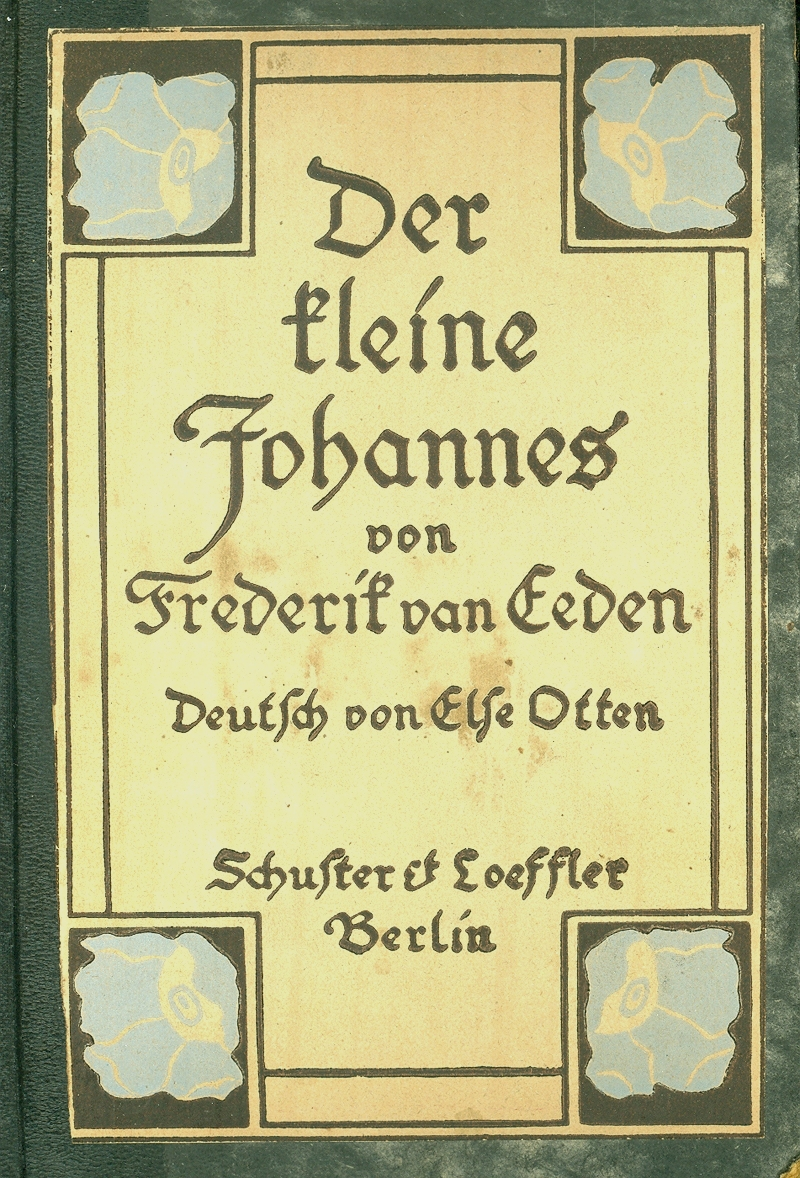
Vertaling van De kleine Johannes door Else Otten

Otten werd geboren in Amsterdam maar verhuisde al snel met haar ouders naar achtereenvolgens Zürich, Karlsruhe en Frankfurt am Main. In 1890 vestigde het gezin zich in Berlijn, waar Otten het gymnasium bezocht. Zij vertrok hierop naar Fontainebleau, waar zij de Franse taal verder leerde en gaf na haar terugkeer in Berlijn Franse les. Zij verbeterde haar Engels, leerde Spaans en begon in 1895 vertalingen te maken. Haar eerste vertaling werd gepubliceerd in Berliner Lokal Anzeiger. Kort hierop vertaalde zij Justus van Maurik's boek voor de Reclams Universal-Bibliothek in het Duits (Journalistenstreich und andere Humoresken). Hierop volgde een vertaling van Het goudvischje (Gekaufte Liebe) van Willem Gerard van Nouhuys (1893) en vertalingen van M.L.G. van Loghem, Couperus (1897) en Herman Heijermans. In 1906 vertaalde zij de roman Hilda van Suylenburg van Cécile de Jong van Beek en Donk als Frauen, die den Ruf vernommen... Dit boek werd een groot succes en behaalde tien drukken. De naam van Otten werd direct onder de auteur gedrukt. Ook de boeken van Augusta de Wit (bijvoorbeeld Die Göttin, die da harret, vertaling van De godin die wacht) werden in Duitsland goed verkocht. Otten was ook persoonlijk bevriend met deze schrijfster en deed een aantal projecten met haar samen.
In deze tijd publiceerde Otten naast haar vertaalwerk enige artikelen over de Nederlandse literatuur in het tijdschrift Freie Bühne. Haar vertaling van De kleine Johannes (1906) was een groot succes. Zij werkte voor Van Eeden als vertaler, gids en literair agent. Andere boeken die zij van Van Eden vertaalde waren Van de koele meren des doods (Wie Stürme segnen, 1908), IJsbrand, Lioba en De nachtbruid.
Rond 1911 had Otten omstreeks 50 romans, 20 toneelwerken en meer dan 1500 artikelen voor kranten en tijdschriften vertaald, uitgegeven en gepubliceerd weten te krijgen. Zij vertaalde niet alleen uit het Nederlands, maar ook uit het Spaans (P. Luis Coloma), Frans (Guy de Maupassant, Joris-Karl Huysmans en Camille Lemonnier) en Engels (Oscar Wilde en Edgar Allan Poe). Tussen 1909 en 1915 verschenen er ten minste vijf artikelen over Otten in de Nederlandse pers en in 1912 werd zij tot lid gekozen van de Maatschappij der Nederlandse Letterkunde. In deze jaren ging zij ook optreden als zangeres en gaf onder meer concerten in Engeland maar ook een liederenavond in het concertgebouw in Hilversum. Zij vertaalde ook liedteksten, zoals die van Balthazar Verhagen (Marsyas); deze muzikale komedie ging in 1911 in première in de regie van Willem Royaards en met muziek van Alphons Diepenbrock. Het allergrootste succes behaalde zij met haar vertaling van Johan Fabricius Femina, dat vele honderden malen in Berlijn en in andere grote steden werd opgevoerd.

### Latere loopbaan
Tijdens de Eerste Wereldoorlog was Otten bezig met vertalingen van Couperus. Al in 1913 vroeg zij aan uitgever L.J. Veen haar boeken toe te sturen die nog niet in het Duits vertaald waren en in 1916 begon zij met de vertaling van De berg van licht (Heliogabal). Verder deed zij in deze tijd de vertaling van Stijn Streuvels' oorlogsdagboeken In oorlogstijd (5 delen). Tussen 1916 en 20 tekende zij met Louis Couperus diverse contracten, die werden uitonderhandeld met uitgeverij L.J. Veen. Tussen 1919 en 1929 verschenen 18 vertalingen van Couperus' boeken; daarnaast verwierf Otten de rechten van Van oude menschen, de dingen, die voorbij gaan... en Fidessa en de filmrechten voor de hele wereld van de boeken van Couperus. In 1922 en 1926 werd zij voorgedragen voor een koninklijke onderscheiding; beide keren werd de onderscheiding niet toegekend. In deze tijd vertaalde zij onder meer een toneelstuk van Nico van Suchtelen, zes toneelstukken van Kees van Rossem en twee romans van Jo van Ammers-Küller. Otten overleed op 57-jarige leeftijd, in januari 1931, in het Evangelisch Krankenhaus te Düsseldorf. Haar laatste jaren waren zeer moeilijk geweest, doordat zij fysiek ernstig gehandicapt raakte. Twee maanden voor haar dood vertrok zij nog naar Parijs om er in opdracht van een Duits industrieel een aantal politici, kunstenaars en industriëlen te interviewen, maar in Parijs werd zij ernstig ziek. In Düsseldorf hoopte zij genezing te vinden en schreef zij: Ik lig hier ernstig ziek en moet er helaas wel rekening mee houden dat ik pas over enige maanden weer op de been kom... Twee weken later overleed zij.

### Vertalingen van het werk van Louis Couperus
- Novellen. Autorisierte Ausgabe. Berlin, 1897.
- Majestät. Roman. Dresden, 1895.
- Die Komödianten. Roman. München, 1919.
- Xerxes oder Der Hochmut. Aus den Büchern der ironischen Geschichte. Berlin, 1919.
- Am Wege der Freude. Roman. Berlin, 1920.
- Aphrodite in Aegypten. Roman aus dem alten Aegypten. Berlin, 1920.
- Babel. Berlin, 1920.
- Dionysos. Roman. Leipzig, 1920.
- Der verliebte Esel. Roman. Berlin, 1920.
- Die Lebenskurve. Roman. Berlin, 1921.
- Der Unglückliche. Roman. München, 1921.
- Das schwebende Schachbrett. Berlin, 1921.
- Herakles. Berlin, 1923.
- Psyche. Leipzig, 1924.
- Iskander. Der Roman Alexanders des Großen. Leipzig, 1925.
- Xerxes. Berlin-Schöneberg, 1926.
- Unter Javas Tropensonne. Berlin, 1926.
- Aphrodite in Ägypten. Roman aus dem alten Ägypten. Leipzig, 1926.
- Lucrezia Borgia. Leipzig, 1926.
- Dionysos. Ein erotischer Götterroman voll Rausch und Sinnenlust. Berlin, 1928.
- Die unsichtbare Hand. Ein Roman um König Artus' Tafelrunde. Leipzig, 1928.
- Japanische Streifzüge. Berlin, 1929.
- Heliogabal. Roman. Berlin, 1931.

### Vertalingen van Frederik van Eeden
- Der kleine Johannes. Berlin, 1906.
- Wie Stürme segnen. Roman. Berlin, 1907.
- Johannes der Wanderer. Blätter der Liebe. Berlin, 1908.
- Die freudige Welt. Betrachtungen über den Menschen und die Gesamtheit Aller. Berlin, 1907.
- Ysbrand. Eine Tragikomoedie in 4 Aufzuegen. Berlin, 1908.
- Ist Kommunismus, ein Traum?. Berlin, 1908.
- Die Nachtbraud. Berlin, 1909. [Later verschenen als: Die Traumbrat. Roman.]
- An Bach und Beethoven. Berlin, [ca. 1910]
- Lioba. Ein Drama der Treue in 7 Bildern. Berlin, 1912.

### Vertalingen van anderen

#### Jo van Ammers Küller
- Der stille Kampf.

#### Henri Borel
- Liliane. München, 1903.
- Ein Traum. Roman. Berlin, [1905].

#### Bernard Canter
- Fahrendes Volk.

#### Jan Feith
- Der Dieb von Harolds Castle.

#### Herman Heijermans
- Schande. Erzählungen. Berlin, [ca. 1900]

#### Cécile de Jong van Beek en Donk
- Frauen die der Ruf vernommen.
- Es kommt der Tag.

#### Justus van Maurik
- Ein Journalistenstreich.
- Mein Vortragsabend zu Boschwijk.

#### W.G. van Nouhuys
- Gekaufte Liebe.

#### Kees van Rossem
Zes toneelstukken, waaronder
- Pomarius : Schwank-Lustspiel in drei Akten, Berlin,  Oesterheld, 1919
- Femina (Frauenmacht) Dienstag, den 21. Oktobr 1919, ein psychopathisches Lustspiel in drei Aufzügen, [Düsseldorf], 1919,

#### Anna de Savornin Lohman
- Fragensmüde.

#### J.B. Schuil
- Die liebe Nachbarn.

#### J.A. Simons Mees
- Atie's Ehe.
- Lebensfreude.
- Kaiserliche Hoheit.
- Der Schwerenöter.

#### Augusta de Wit
- Orpheus in der Dessa. Ein Feindschaft
- Die Göttin, die der harret.
- Eine Mutter.

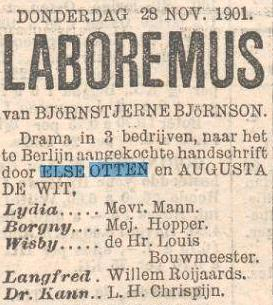
Laboremus, aangekocht door Else Otten en Augusta de Wit
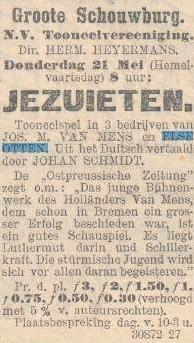
Jezuïeten, vertaald door Otten

- Biografisch Portaal: 66371592
- CiNii: DA10427588
- Gemeinsame Normdatei: 117170356
- International Standard Name Identifier: 0000 0001 1816 0916
- Library of Congress Control Number: no2002082727
- Nationale Bibliotheek van Tsjechië: xx0167500
- Nationale Bibliotheek van Israël: 987007298298105171
- Nationale Bibliotheek van Polen: a0000002133772
- Nederlandse Thesaurus van Auteursnamen: 071811656
- Système universitaire de documentation: 113195141
- Virtual International Authority File: 66821296
- WorldCat: E39PBJB47J8cXgkjK4BbwmKyBP